# Lewiston-Porter Central School District
 (juillet 2022).
La mise en forme du texte ne suit pas les recommandations de Wikipédia : il faut le « wikifier ».
Les points d'amélioration suivants sont les cas les plus fréquents. Le détail des points à revoir est peut-être précisé sur la page de discussion.
- Les titres sont pré-formatés par le logiciel. Ils ne sont ni en capitales, ni en gras.
- Le texte ne doit pas être écrit en capitales (les noms de famille non plus), ni en gras, ni en italique, ni en « petit »…
- Le gras n'est utilisé que pour surligner le titre de l'article dans l'introduction, une seule fois.
- L'italique est rarement utilisé : mots en langue étrangère, titres d'œuvres, noms de bateaux, etc.
- Les citations ne sont pas en italique mais en corps de texte normal. Elles sont entourées par des guillemets français : « et ».
- Les listes à puces sont à éviter, des paragraphes rédigés étant largement préférés. Les tableaux sont à réserver à la présentation de données structurées (résultats, etc.).
- Les appels de note de bas de page (petits chiffres en exposant, introduits par l'outil «  Source ») sont à placer entre la fin de phrase et le point final[comme ça].
- Les liens internes (vers d'autres articles de Wikipédia) sont à choisir avec parcimonie. Créez des liens vers des articles approfondissant le sujet. Les termes génériques sans rapport avec le sujet sont à éviter, ainsi que les répétitions de liens vers un même terme.
- Les liens externes sont à placer uniquement dans une section « Liens externes », à la fin de l'article. Ces liens sont à choisir avec parcimonie suivant les règles définies. Si un lien sert de source à l'article, son insertion dans le texte est à faire par les notes de bas de page.
- La présentation des références doit suivre les conventions bibliographiques. Il est recommandé d'utiliser les modèles {{Ouvrage}}, {{Chapitre}}, {{Article}}, {{Lien web}} et/ou {{Bibliographie}}. Le mode d'édition visuel peut mettre en forme automatiquement les références.
- Insérer une infobox (cadre d'informations à droite) n'est pas obligatoire pour parachever la mise en page.

Pour une aide détaillée, merci de consulter Aide:Wikification.
Si vous pensez que ces points ont été résolus, vous pouvez retirer ce bandeau et améliorer la mise en forme d'un autre article.
 (janvier 2024).
Lewiston-Porter Central School District, familièrement appelé "Lew-Port", est un district scolaire situé dans les villes de Lewiston et Porter, dans l'État de New York, à une quinzaine de milles (24 km) de la ville de Niagara Falls.

## District
Lewiston-Porter éduque des étudiants de Youngstown, Lewiston et Ransomville, New York. Le district s'étend sur environ 54 milles carrés (140 km) dans le nord du comté de Niagara, sur les rives du lac Ontario et en bordure de la rivière Niagara. Centralisé en 1947, le district est contenu dans les villes de Lewiston et Porter. Environ 70 % des biens imposables du district se trouvent dans la ville de Lewiston, tandis que la Ville de Porter représente environ 30 % de la valeur imposable du district. The district contains five main structures:
- Bureaux de district
- Bâtiment primaire (de la maternelle à la 2e année)
- Bâtiment intermédiaire (3e à 5e année)
- Scolaire milieu (6e à 8e année)
- Lycée (de la 9e à la 12e année)

En date de Juin 2015, Lewiston-Porter a inscrit 2 077 élèves de la maternelle à la 12e année avec 12 élèves par enseignant. Le district avait des dépenses de 42,234,808$ et des dépenses par élève de 19,241$. Le surintendant de Lewiston-Porter est Paul J. Casseri.
En 2015, les étudiants de Lewiston-Porter étaient:
- Étudiantes: 48.21%
- Étudiants masculins: 51.79%
- Étudiants blancs: 92.93%
- Étudiants noirs: 1.77%
- Étudiants hispaniques: 2.20%
- Étudiants asiatiques: 1.48%
- Étudiants amérindiens: 0.81%
- Étudiants multiraciaux: 0.81%
- Indice de diversité Gini-Simpson: 13.53%
- Vivant avec les deux parents: 74.76%
- Économiquement défavorisé: 17.25%
- Taux de pauvreté des jeunes: 7.69%

En 2014, le district scolaire central de Lewiston-Porter était le district scolaire le mieux classé (y compris les écoles secondaires publiques et privées) du Niagara County et le neuvième au classement général de l'ouest de New York, en termes de performances scolaires globales. En 2015, Lewiston-Porter a été classé dixième meilleur dans l'ouest de New York et deuxième dans le comté de Niagara, derrière le Starpoint Central School District.

### Histoire

#### Anciens surintendants sélectionnés
- Tobias J. Collins–1950-?
- Jerry J. Herman–?-1972
- E.K. Stevens [intérim]–1972 (Assistant Surintendant - Lewiston-Porter Central School District, retourné pour positionner)
- Daniel Healy
- Gail M. Stephens–1985-1988 (Surintendant - Whitmore Lake Public Schools[4],retraité[5])
- Walter S. Polka–1990-2003 (Surintendant pour l'enseignement - Lewiston-Porter Central School District[6], retraité[7])
- Whitney K. Vantine–2003-2005 (Suritendant - Union Springs Central School District[8], nommé surintendant de Cold Spring Harbor School District[9])
- Donald W. Rappold [intérim]–2005-2008 (Assistant Surintendant - Lewiston-Porter Central School District, retourné pour positionner[8])
- R. Christopher Roser–2008-2015 (Surintendant - Avoca Central School District[8], retraité)

## Écoles

### Lycée
Le lycée Lewiston-Porter dessert les élèves de la 9e à la 12e année. Le directeur actuel est Bradley Rowles. Le lycée dispose d'un grand gymnase, une piscine au deuxième étage, un grand auditorium et 3 étages de salles de classe. Plusieurs sections du lycée ont subi d'importants travaux de rénovation et de réaménagement, conclusion en 2016.
Plus de 40 pour cent des élèves participent à des sports interscolaires. Il existe plus de 30 opportunités parascolaires permettant aux étudiants d'explorer de nombreux intérêts différents. Lew-Port High School a un programme d'échange Chinois où les étudiants vont vivre avec une famille volontaire, et les enseignants et les étudiants de Chine vivent à Lewiston pour une période de 6 mois. Lew-Port a noué des relations avec des lycée sœurs en Italie, Argentine, France, Chine, Belgique et Angleterre. 98,4% des élèves de Lewiston Porter High School terminent leurs études secondaires, and 84% of students pursue their studies in a college setting,.

#### Histoire
Lewiston-Porter High School a commencé la construction en 1950, et ouvert en septembre 1952.

#### Anciens directeurs
- Harry K. Blakeslee–1947-1960 (Directeur - Lewiston High School, nommé directeur de la santé / de l'éducation physique pour le district scolaire central de Lewiston-Porter et fondateur du district scolaire de Lewiston Porter)
- Paul W. Haley–1960-1967 (Professeur de biologie - Lewiston Porter High School, inconnu)
- James W. Davis–1967-1971 (Inconnu, nommé directeur adjoint pour l'instruction au Lewiston-Porter Central School District)
- Theodore Wodzinski–1971-1974
- Glenn Leis–1974-1980 (Directeur - Newton High School, tué[12])
- William H. Hockaday–1980-1986 (Décédé en 2011, annonce funéraire par la famille)
- Richard A. Maratto–1986-1990 (Directeur - Kensington High School, nommé directeur de l'Iroquois High School)
- Roberta J. Love–1990-2002 (Directeur adjoint – Williamsville North High School, retraité)
- Michael J. Gallagher–2002-2005 (Directeur - North Collins Junior / Senior High School, nommé directeur du lycée de Hambourg)
- Paul Casseri–2005-2015 (Directeur - South Park High School, nommé surintendant du district scolaire central de Lewiston-Porter)
- Andrew Auer–2015-2017 (Directeur - Lewiston-Porter Intermediate Center, nommé directeur de Lewiston-Porter Middle School)
- Jared D. Taft–2017-2019 (Directeur adjoint - Lackawanna High School, nommé directeur de l'école élémentaire Alexander)
- Whitney Vantine [intérim] (Directeur par intérim - West Seneca Central School District, retraité)

### Universitaires
Lew-Port High School est accrédité par la Middle States Association Commission on Secondary Schools.

### École intermédiaire
Le Lewiston-Porter Middle School abrite les élèves de la 6e à la 8e année. Le directeur actuel est Andrew Auer.
L'École intermédiaire contient un gymnase avec une cage de frappeur rétractable, une cafétéria / auditorium et un étage de salles de classe.

#### Histoire
Lewiston Porter Middle School a ouvert ses portes en 1957 sous le nom de "Lewiston Early Secondary School".

### Centre d'enseignement intermédiaire
Lewiston-Porter Intermediate Education Center (anciennement South Elementary School) dessert les classes 3 à 5. La directeur est Tina Rodriguez.
L'"IEC" comme l'appellent les étudiants et les enseignants, a un grand gymnase qui peut être divisé, une grande cafétéria autrefois appelée "Lancer Inn", deux étages de salles de classe et une aile d'un étage avec des salles de musique et d'art orientées à l'est.

#### Histoire
Le "IEC" a été construit pour la première fois en tant que lycée pour le district scolaire de Lewiston-Porter en 1959. Le nom de l'école est passé de South Elementary à Lewiston-Porter Intermediate Center en 2002.

### Centre d'enseignement primaire
Lewiston-Porter Primary Education Center (anciennement North Elementary School) abrite les classes K-2 et compte 513 élèves. Le programme multi-âge accueille les enfants de la 1re à la 3e année. La directrice est Tamara Larson.

#### Histoire

En 2015, le Lewiston-Porter Primary Education Center était l'une des dix-neuf écoles dans tout l'État de New York pour être nommé par le Département de l'éducation de l'État de New York en tant qu'école nationale du ruban bleu. Les dix-neuf nommés ont été sélectionnés parmi 6 500 écoles de l'État de New York et comprennent des niveaux élémentaire, intermédiaire et secondaire ainsi que des écoles publiques, privées et à charte.

### Éducation spéciale
Le Lewiston-Porter Central School District fournit aux étudiants handicapés les services appropriés pour répondre aux besoins éducatifs de chaque élève. Un élève est classé par le comité du district (CSE) sur le département de l'éducation spéciale ou le comité (CPSE) sur l'éducation préscolaire. Le bureau est situé dans le bâtiment administratif.

## Des sports
Le nom de l'équipe sportive de l'école est les "Lewiston-Porter Lancers". Le logo se compose d'un lancier médiéval prêt à charger, recouvert de vert kelly et de blanc, qui sont les couleurs du district scolaire. Lewiston-Porter a une gamme de programmes sportifs, y compris Baseball, Football, Basket, Bowling, Lutte, Cheerleading, Athlétisme, Cross-country, Tennis, Volleyball, Gymnastique, Natation, Golf, Football, Hockey, Crosse et Softball. Lew-Port a un terrain en gazon derrière son école secondaire qui peut accueillir des matchs et des entraînements de football (Américain), de football et de crosse pour l'école. Brad Halgash est le directeur sportif.
Lew-Port participe à la Niagara Frontier League (NFL) avec des écoles rivales telles que Niagara-Wheatfield, Niagara Falls, Lockport, Starpoint Central School District et le Grand Island Central School District. Actuellement, Lew-Port est dans la section 6 de New York.
Dans l'histoire de Lew-Port, seuls trois numéros de Jersey ont été officiellement retirés. Elles sont:
- Numéro 34 – Le numéro de Daryl Johnston, joueur de la NFL et ancien élève de Lew-Port, a été retiré du programme de football de l'école le 1er septembre 2006[16].
- Numéro 74 – Le numéro du joueur de football Kenny Mort a également été retiré du programme de football de Lewiston Porter[16].
- Numéro 76 – Le numéro du joueur de football Johnathan "J-Mill" Miller a été retiré du programme de football le 1er octobre 2010. De plus, un écusson avec son numéro a été placé sur les maillots des équipes sportives universitaires. Miller est décédé le 15 novembre 2009 dans un accident de voiture[17].

## Stades
Lew-Port a deux stades derrière son lycée. Blakeslee Field, le plus couramment utilisé pour le football (Américain), peut également être utilisé pour le football et la crosse. Il s'agit d'un terrain en gazon artificiel synthétique. À côté de Blakeslee Field se trouve le stade Elia, qui est un terrain de football grandeur nature. Les deux stades ont quatre grandes sections de gradins. Dans le lycée de Lew-Port, il y a un gymnase pleine grandeur dans lequel ils organisent des matchs de basket et de lutte pour les garçons et les filles Varsity et Junior Varsity. Il y a aussi une piscine qui peut accueillir des compétitions de natation. Derrière l'École intermédiaire, il y a deux terrains de baseball et deux terrains de softball pour le baseball et le softball JV et Varsity.

## Transport
Le district scolaire propose un transport vers / depuis les élèves du domicile à l'école sous la forme d'autobus scolaires, exploité par Ridge Road Express. Les élèves sont autorisés à être conduits à l'école par leurs parents. De plus, les élèves de onzième et douzième année peuvent se rendre à l'école en voiture s'ils ont un permis de l'État de New York et l'autorisation de l'école.

## Anciens notables
- Gary Baker, chanteur et auteur-compositeur[18]
- Kyle Cerminara, lutteur freestyle et pratiquant d'arts martiaux mixtes
- Dave Clawson, Wake Forest University, entraîneur de football américain
- Sid Jamieson, entraîneur de crosse[19]
- Daryl Johnston, ancien arrière de la NFL ( Dallas Cowboys ), diffuseur Fox NFL[20]
- Jim Johnstone, ancien basketteur Américain[21]
- Gary Schiff, homme politique et militant[22]
- Joe Cecconi, joueur professionnel de hockey sur glace (Dallas Stars)